# Ånaryd
Ånaryd är en by norr om Ölmstad i Jönköpings kommun. Vid 2015 år avgränsning klassades södra delen som en separat småort Ånaryd södra, som 2020 avregistrerades då antalet boende understeg 50.